# Cypresvortemælk
Cypresvortemælk (Euphorbia cyparissias), ofte skrevet cypres-vortemælk, er en 10-30 cm høj urt, der i Danmark vokser langs veje og nær bebyggelse. Hele planten indeholder en giftig og ætsende, hvid, latex-holdig saft. Planten er mellemvært for ærterust, som kan misdanne den fuldstændigt.

## Beskrivelse
Cypresvortemælk er en flerårig urt med en opstigende, busket vækst. Stænglerne er hårløse og runde i tværsnit. De bærer spredtstillede blade, som er linjeformede og helrandede med indrullet rand. Over- og undersiderne er ensartet lysegrønne. Blosmtringen sker i maj-juni. De egentlige blomster er uregelmæssige og uanselige, men én hunlig blomst og 5 eller flere hanlige danner tilsammen en uægte blomst, som er forsynet med meget tydelige nektarkirtler og gullige støtteblade. Disse uægte blomster er samlet i endestillede stande. Frugterne er små, ru kapsler med mange frø.
Rodnettet er meget kraftigt, og det består af krybende jordstængler og nogle dybtgående trævlerødder.
Højde x bredde og årlig tilvækst: 0,50 x 0,50 (50 x 50 cm/år)

## Voksested
Cypresvortemælk er udbredt i Lilleasien, Kaukasus og det meste af Europa, dog ikke de nordligste dele. I Danmark findes den hist og her i hele landet langs veje og nær bebyggelse. Planten er desuden naturaliseret i Både Nordamerika og Australien. Den er tilpasset voksesteder i fuld sol på en kalkholdig, tør og nedgræsset bund. Derfor ses den ofte på ruderater, overdrev og sætere (helt op til 2.300 m højde).
På jernbane- og stationsområderne i Strasbourg findes den sammen med bl.a. cikorie, draphavre, alm. kællingetand, pastinak, alm. rajgræs, slangehoved, alm. torskemund, bjergrørhvene, blæresmælde, dunet vejbred, engsalvie, filtbladet kongelys, gul reseda, hvid stenurt, lægejernurt, prikbladet perikon, pyrenæisk storkenæb, rød svingel, sølvpotentil, taghejre og vild gulerod
| Portal | Portal:Botanik |

## Note
1. ↑  Dietmar Brandes: Contributions to the urban flora and vegetation of Strasbourg (France) (Webside ikke længere tilgængelig) (engelsk)